# Нуклеозидные амидофосфиты
Нуклеозидные амидофосфиты — это производные природных или синтетических нуклеозидов, которые используются для синтеза олигонуклеотидов, относительно коротких фрагментов ДНК, и их аналогов. Нуклеозидные амидофосфиты были впервые предложены Бокажем (Beaucage) и Карузерсом (Caruthers) в 1981 году. Они представляют собой мономерные строительные блоки, последовательная конденсация которых друг к другу позволяет получить олигонуклеотидную цепь необходимой длины и последовательности, при этом в структуре амидофосфитного реагента остаток сахара и азотистое основание присутствуют в явном виде, а место фосфатного остатка занимает реакционноспособная амидофосфитная группа, которую в процессе синтеза превращают в фосфодиэфирную связь.
Кроме классических 2-дезоксирибонуклеозидных амидофосфитов существуют аналогичные реагенты на основе рибонуклеозидов, LNA, морфолино, 2'-модифицированных нуклеозидов, нуклеозидов с неканоническими основаниями или нуклеозидов, модифицированных флуоресцентным красителем или линкерной группой.

## Синтез
Наиболее широко применяются два метода синтеза нуклеозидных амидофосфитов.
Нуклеозидный амидофосфит можно получить путём введения в реакцию защищённого нуклеозида, содержащего лишь одну свободную гидроксильную группу, обычно, в 3'-положении, с бис(N,N-диизопропиламино)-2-цианэтоксифосфином в присутствии слабой кислоты в качестве катализатора. При этом происходит замещение одной диизопропиламинной группы с образованием новой связи P—O. Фосфитилирующий реагент является достаточно устойчивым и может быть синтезирован в две стадии с последующей очисткой вакуумной перегонкой.
В другом методе синтеза в качестве фосфитилирующего реагента используется N,N-диизопропиламино-2-цианэтоксихлорфосфин. Реакция между защищённым нуклеозидом и данным реагентом проводится в присутствии основания, обычно, диизопропилэтиламина.
Синтезированные нуклеозидные амидофосфиты очищают путём колоночной хроматографии на силикагеле. Чистота получаемого продукта может быть определена по 31P ЯМР-спектрам. Хиральный атом P(III) даёт два сигнала, соответствующие двум диастереомерам, в области около 149 м. д. Примесный фосфитный триэфир может давать сигналы при 138—140 м. д., а H-фосфонат — при 8 и 10 м. д.

## Устойчивость
Нуклеозидные амидофосфиты являются относительно устойчивыми соединениями, имеющими длительное время жизни при хранении в твёрдом виде в безводных условиях и в отсутствие воздуха при температуре ниже 4°C. Амидофосфиты хорошо выдерживают слабощелочные условия. Напротив, в присутствии следов кислот они разлагаются очень быстро. Амидофосфиты относительно устойчивы к гидролизу в нейтральной среде. Так, время полураспада амидофосфитного производного тимидина в 95%-ом водном ацетонитриле при 25°C составляет 200 ч.

## Химические свойства
Основным свойством нуклеозидных амидофосфитов является их способность реагировать с нуклеофильными соединениями в присутствии катализатора, например, 1H-тетразола, 2-этилтиотетразола, 2-бензилтиотетразола, 4,5-дицианимидазола и др. Данная реакция протекает весьма быстро и с высоким выходом, что позволяет применять нуклеозидные амидофосфиты синтезе олигонуклеотидов, где нуклеофилом служит 5'-гидроксильная группа растущей цепи. Стереохимическим результатом реакции является эпимеризация (образование двух диастереомеров) при хиральном атоме P(III).
Если нуклеофилом выступает вода, то амидофосфит превращается в H-фосфонат, что является распространённой проблемой при использовании неабсолютных растворителей в синтезе нуклеозидных амидофосфитов.
Амидофосфиты легко окисляются слабыми окислителями, например, йодом в присутствии слабого основания или пероксидом водорода с образованием соответствующих амидофосфатов. Подобным образом амидофосфиты реагируют и с другими халькогенами. При введении во взаимодействие с серой либо сульфурирующими реагентами амидофосфит количественно превращается в амидотиофосфат. Реакция с селеном или производными селена даёт амидоселенофосфаты. Конфигурация атома фосфора в реакциях подобного типа сохраняется.
Амидофосфиты также могут вступать в реакцию Арбузова с образованием соответствующих амидофосфонатов. В частности, описан синтез амидофосфонатов с участием акрилонитрила. При комнатной температуре реакция протекает стереоселективно с сохранением конфигурации при хиральном атоме Р. Если реакцию проводить при нагревании, образуется рацемический продукт.